# Rondvleugelbeertje
Het rondvleugelbeertje (Thumatha senex) is een nachtvlinder uit de familie van de spinneruilen (Erebidae), onderfamilie beervlinders (Arctiinae). 

## Beschrijving
De voorvleugellengte bedraagt tussen de 10 en 11 millimeter. De vleugels zijn crèmewit en schijnen een beetje door. Op de voorvleugel bevinden zich twee rijen, op de achtervleugel een rij vage zwarte vlekjes. Midden op de voorvleugel bevindt zich een duidelijke donkere vlek. Ook de achtervleugel heeft een centrale vlek, die echter minder duidelijk is. De vleugels zijn vrij breed en rond.

## Waardplanten
Het rondvleugelbeertje gebruikt mossen, korstmossen en algen als waardplanten. De rups is te vinden van september tot mei. De soort overwintert als jonge rups.

## Voorkomen
De soort komt verspreid over Europa en het noorden van Klein-Azië voor.

### In Nederland en België
Het rondvleugelbeertje is in Nederland en België een niet zo gewone soort. De vlinder kent één generatie die vliegt van halverwege juni tot halverwege augustus.